# Kobresia gandakiensis
Kobresia gandakiensis là loài thực vật có hoa trong họ Cói. Loài này được Rajbh. & H.Ohba mô tả khoa học đầu tiên năm 1991.